# تنه‌میوه‌ای
تنه‌میوه‌ای (نام علمی: Englerophytum magalismontanum) نام یک گونه از تیره چیکوئیان است.